# Tinamite!
Tinamite! (in seguito intitolato anche Tinamite... il caso) è stato un programma televisivo italiano di genere talk show andato in onda su Odeon TV inizialmente alle 22.15, e poi anche alle 20.30 e alle 13.30, con la conduzione di Tina Lagostena Bassi in collaborazione con Franco La Rosa e, nel 2003, con Luca Telese.

## La trasmissione
La trasmissione era ideata e condotta dall'avvocato Tina Lagostena Bassi, madre dell'editore di Odeon TV Raimondo Lagostena e già nota al pubblico televisivo perché nel cast di Forum, in compagnia di Franco La Rosa. Consisteva inizialmente in un'intervista, spalmata nell'arco dei cinque giorni della settimana, dal lunedì al venerdì, a un personaggio del mondo della politica. Durante le varie puntate venivano ripercorse le tappe fondamentali della vita privata e dell'attività politica dell'ospite, sviluppando anche argomenti legati a tematiche sociali.
Il titolo del programma, oltre ad essere un gioco di parole relativo al nome della conduttrice, si riferiva anche alla presenza in studio di tre finti candelotti di dinamite corrispondenti ad altrettante domande giudicabili "scomode" per l'intervistato, che venivano poste da Sgrung, una sorta di mostro mitologico.
Successivamente, nelle edizioni denominate "Il caso", veniva trattato un argomento di attualità e dibattuto dagli ospiti in studio. L'ultimo ciclo di puntate è stato trasmesso nella primavera 2006.